# Dominique Jeanmoye
Dominique Jeanmoye (Keulen, 14 januari 1964) is een voormalig Belgisch senator.

## Levensloop
Na studies rechten aan de Universiteit van Luik werd Jeanmoye beroepshalve advocate. In 2007 werd ze politierechter en magistrate bij de FOD Justitie.
Op jonge leeftijd werd ze lid van de PSC. In 1988 werd ze voor deze partij verkozen tot gemeenteraadslid van Héron en bleef dit tot in 2007. Van 1989 tot 2000 was ze ook burgemeester van de gemeente en van 2006 tot 2007 schepen. Toen Jeanmoye in 2007 magistrate werd, moest ze de politiek verlaten.
Van 1997 tot 1999 was ze tevens gecoöpteerd senator in de Belgische Senaat.